# Gabarnaudia cucumeris
Gabarnaudia cucumeris är en svampart som först beskrevs av Peck, och fick sitt nu gällande namn av de Hoog & W. Gams 1986. Gabarnaudia cucumeris ingår i släktet Gabarnaudia och familjen Ceratocystidaceae.   Inga underarter finns listade i Catalogue of Life.